# Edmund Heines
Edmund Heines (ur. 21 lipca 1897 w Monachium, zm. 30 czerwca 1934 w monachijskim więzieniu Stadelheim) – niemiecki wojskowy i polityk, gauleiter NSDAP, poseł do Reichstagu (1930–1933), oficer SA, prezydent policji we Wrocławiu. Zamordowany podczas nocy długich noży.

## Życiorys
Uczestniczył jako ochotnik w I wojnie światowej a po jej zakończeniu wstąpił najpierw do Freikorps Oberland a następnie do Freikorpsu Gerharda Roßbacha. W 1920 dowodził oddziałami Roßbacha, które stacjonowały w powiecie gryfińskim. Po otrzymaniu informacji, że jeden z pracowników rolnych zamierza zdradzić policji szczegóły nielegalnego transportu broni, Heines wraz z towarzyszami zabił podejrzanego o zdradę. Następnie zbiegł do Bawarii, gdzie nie sięgał pruski wymiar sprawiedliwości. 
Heines uczestniczył w puczu monachijskim. Aresztowany w 1923. 2 września 1926 bawarski oddział Freikorpsu Roßbacha pod dowództwem Heinesa został wcielony do SA. W opisie policyjnego informatora, Heines był najbardziej przedsiębiorczym i gorliwym dowódcą w strukturach monachijskiego SA. 
W maju 1927 Heines był jednym z przywódców rebelii monachijskiego SA przeciwko polityce prowadzenia NSDAP i niedostatecznym funduszom na finansowanie SA. Wraz z zaprzyjaźnionym dowódcą oddziału szturmowego Nr 1 Hansem Rauscherem dążył do obalenia szefa SA w Monachium. Pod koniec maja 1927 Heines został wykluczony z SA i z NSDAP a Rauscher opuścił partię dobrowolnie. Heines założył własne struktury, do których z sukcesem werbował SA-manów – do nowych oddziałów Heinesa przeszło ok. jednej trzeciej z trzystu członków SA. W 1929 Heines został zrehabilitowany i od sierpnia tego roku sprawował funkcję dowódcy SA-Standarte w powiecie monachijskim.
W 1928 Heines został pociągnięty do odpowiedzialności za zabójstwo z 1920 i skazany przez sąd w Szczecinie na pięć lat więzienia – dzięki amnestii wyszedł na wolność już rok później. 
W latach 1930–1933 poseł do Reichstagu z ramienia NSDAP. Od 1930 członek najwyższych władz SA a od 1931 dowódca SA na tereny Śląska – zastąpił na tym stanowisku Waltera Stennesa po reorganizacji SA na terenach wschodnich przeprowadzonej przez Ernsta Röhma. Od 1933 prezydent policji we Wrocławiu. W tej funkcji odpowiedzialny za powstanie obozu koncentracyjnego KZ Dürrgoy, który był nazywany jego prywatnym obozem. 
Zastrzelony w 1934 podczas nocy długich noży – zaskoczony przez członków Leibstandarte Hitlera w łóżku z przyjacielem, co było później wykorzystywane przez propagandystów Josepha Goebbelsa w przedstawianiu moralnego upadku SA.